# 역하렘
역하렘물(←逆+일본어: ハーレム 하레무[*]+物)은 하렘물과 정 반대 개념으로, 한 여자가 많은 남자들에게 둘러싸여 사는, 또는 가끔 같이 사는 내용을 담은 만화, 애니메이션 등의 작품들을 일컫는 말이다.

## 주요한 역하렘물

### 애니메이션
- 금색의 코르다
- 머나먼 시공 속에서
- 오란고교 호스트부
- 채운국 이야기
- 후르츠 바스켓
- 박앵귀
- 빨강머리 백설공주
- 뱀파이어 기사
- 스킵비트
- 파천황유희
- 신들의 장난
- 닐 아드미라리의 천칭
- 코드 리얼라이즈
- 불꽃의 미라쥬
- 네오 안젤리크 어비스
- 하트나라의 앨리스
- 노래의 왕자님
- 채운국 이야기
- 카시카
- 백작과 요정
- 비색의 조각
- 디아볼릭 러버즈
- 암네시아
- starry☆sky
- 엽기인걸 스나코
- 아르카나 패밀리아
- 브라더스 컨플릭트
- S.A 스페셜에이
- 내가 인기있어서 어쩌잖거야
- 새벽의 연화
- NORN9 노른+노넷
- 꿈빛 파티시엘
- 메이지 도쿄 연가(2019년애니)
- Fate/Stay Night

## 같이 보기
- 하렘물